# 추밀원칙령
추밀원칙령(영어: Order in Council)은 영국 연방 왕국 회원국에서 시행하는 입법의 형태이다. 영국의 정부는 추밀원칙령은 추밀원에서 군주의 어명으로 공식적으로 발휘한다. 그러나 영국의 군주을 국가 원수로 삼은 다른 나라의 정부는 추밀원칙령을 다르게 발휘할 수가 있다.

## 재가
추밀원칙령은 공식적으로 군주가 선포하지만 실제로 재가를 하는 일은 오직 형식상의 절차이다. 재가하는 과정은 정부의 대변인으로 역할하는 내각의 대신이나 추밀원 의장이 정부가 초안으로 작성한 추밀원칙령을 군주 앞에 읽은 다음, 군주는 "승인한다"("Approved")라고 말한다. 그 추밀원칙령이 법적으로 발효된다.

## 같이 보기
- 추밀원령
- 의회제정법